# Caterina Assandra
Caterina Assandra, född 1590, död 1618, var en italiensk kompositör. 
Hon var nunna i benediktinerorden. Hon publicerade en samling motetter i stilen Concertato i Milano 1609, och följde upp med andra kompositioner fram till 1618. 